# Min Dong
Min Dong oder der östliche Min-Dialekt (chinesisch 閩東語 / 闽东语, Pinyin Mǐndōngyǔ, Min Dong: Mìng-dĕ̤ng-ngṳ̄) ist eine chinesische Sprache aus der Gruppe der Min-Sprachen. Sie wird im Nordosten der Provinz Fujian gesprochen.
Von besonderer Bedeutung ist der Dialekt der Stadt Fuzhou (福州話 / 福州话,  Fúzhōuhuà), auch Futschou oder Foochow genannt.

Geographische Verbreitung der Min-Sprachen
Min Dong (Östliches Min)
Shao-Jiang-Dialekte
Min Bei (Nördliches Min)
Min Zhong (Mittleres Min)
Pu-Xian-Dialekte
Min Nan (Südliches Min)
Leizhou-Dialekte
Hainan-Dialekte